# Gabriel Misehouy
Gabriel Misehouy (Amsterdam, 18 juli 2005) is een Nederlands voetballer van Ghanese afkomst die doorgaans als middenvelder speelt. Hij verruilde in 2024 Ajax voor Girona.

## Clubcarrière

### Ajax
Gabriel Misehouy speelde in de jeugd van OSV Oostzaan voordat hij in 2012 in de jeugd van AFC Ajax ging spelen. Hij debuteerde op 16-jarige leeftijd in het betaald voetbal voor Jong Ajax in de Eerste divisie op 21 februari 2022, in de met 1-3 verloren thuiswedstrijd tegen Almere City FC, in de laatste 10 minuten van die wedstrijd viel hij in voor Kristian Hlynsson.
Op 31 januari 2024 werd bekend dat Misehouy zijn contract niet meer verlengd zou worden. Omdat Ajax voorkeur geeft aan talenten met een lopend contract, komt Misehouy de rest van het seizoen niet meer in actie.

### Girona
Misehouy verruilde medio 2024 Ajax voor Girona, dat uitkomt in de Primera División. Op 15 augustus 2024 maakte hij zijn debuut voor de club tegen Real Betis, toen hij in de 71e minuut in de ploeg kwam voor Yangel Herrera. Hij scoorde meteen een minuut de gelijkmaker, op aangeven van Iker Almena. Het bleef 1-1.

## Statistieken

### Beloften
| Seizoen         | Club            | Competitie       | Competitie | Competitie | Beker | Beker | Internationaal | Internationaal | Totaal | Totaal |
| Seizoen         | Club            | Competitie       | Wed.       | Dlp.       | Wed.  | Dlp.  | Wed.           | Dlp.           | Wed.   | Dlp.   |
| --------------- | --------------- | ---------------- | ---------- | ---------- | ----- | ----- | -------------- | -------------- | ------ | ------ |
| 2021/22         | Jong Ajax       | Eerste divisie   | 4          | 0          | 0     | 0     | —              | —              | 4      | 0      |
| 2022/23         | Jong Ajax       | Eerste divisie   | 27         | 4          | 0     | 0     | —              | —              | 27     | 4      |
| 2023/24         | Jong Ajax       | Eerste divisie   | 13         | 7          | 0     | 0     | —              | —              | 13     | 7      |
| 2024/25         | Girona          | Primera División | 8          | 2          | 2     | 0     | —              | —              | 10     | 2      |
| Carrière totaal | Carrière totaal | Carrière totaal  | 44         | 11         | 0     | 0     | 0              | 0              | 54     | 13     |

Bijgewerkt op 16 februari 2025.